# Edmond Vanwaes
Edmond Vanwaes (Ledeberg, 8 maart 1892 - Natzweiler-Struthof, 31 mei 1944) was een Belgische roeier.

## Loopbaan
Vanwaes debuteerde in 1910. Hij nam deel aan de Europees kampioenschappen met de acht van zijn club Sport Nautique de Gand. Dit ter vervanging van clubgenoot Paul Raes, die zijn legerdienst deed en geen verlof had gekregen om deel te nemen. Hij werd meteen Europees kampioen.
In 1912 haalde Vanwaes op de Europese kampioenschappen een zilveren medaille op de vier met stuurman. Hij nam met zijn club ook deel aan de Olympische Spelen van 1912. Ze werden uitgeschakeld in de kwartfinale.
Vanwaes had na zijn actieve carrière een bestuursfunctie binnen zijn club. Tijdens de Tweede Wereldoorlog werd hij in 1942 opgepakt door de Gestapo en naar Duitsland gedeporteerd. Hij belandde begin 1944 in het concentratiekamp van Natzweiler-Struthof, waar hij in mei 1944 van ontbering overleed.

## Palmares

### vier met stuurman
- 1912:  EK in Genève
- 1912: 2e in kwartfinale OS in Stockholm

### acht
- 1910:  EK in Oostende
- 1912:  BK
- 1919:  BK